# 克里克萊德
克里克萊德（Cricklade）是英格蘭威爾特郡的一個城鎮和民政教區。據2001年人口普查，克里克萊德有人口4,132人。2011年增加到4,227人。